# Mirinaba curytibana
Mirinaba curytibana е вид коремоного от семейство Strophocheilidae. Видът е критично застрашен от изчезване.